# 各年のラオスの一覧

ラオスの国旗

各年のラオスの一覧（かくねんのラオスのいちらん）は、ラオスの各年ごとの記事の一覧。この一覧ではラオスの各年ごとの記事の他、各世紀と各年代、ラオスの各分野における各年ごとの記事についても取り扱う。

## 一覧

### 20世紀
- 1940年代
  - 1949年のラオス（英語版）
- 1950年代
  - 1950年のラオス（英語版） 1951年のラオス（英語版） 1952年のラオス（英語版） 1953年のラオス（英語版） 1954年のラオス（英語版）
  - 1955年のラオス（英語版） 1956年のラオス（英語版） 1957年のラオス（英語版） 1958年のラオス（英語版） 1959年のラオス（英語版）
- 1960年代
  - 1960年のラオス（英語版） 1961年のラオス（英語版） 1962年のラオス（英語版） 1963年のラオス（英語版） 1964年のラオス（英語版）
  - 1965年のラオス（英語版） 1966年のラオス（英語版） 1967年のラオス（英語版） 1968年のラオス（英語版） 1969年のラオス（英語版）
- 1970年代
  - 1970年のラオス（英語版） 1971年のラオス（英語版） 1972年のラオス（英語版） 1973年のラオス（英語版） 1974年のラオス（英語版）
  - 1975年のラオス（英語版） 1976年のラオス（英語版） 1977年のラオス（英語版） 1978年のラオス（英語版） 1979年のラオス（英語版）
- 1980年代
  - 1980年のラオス（英語版） 1981年のラオス（英語版） 1982年のラオス（英語版） 1983年のラオス（英語版） 1984年のラオス（英語版）
  - 1985年のラオス（英語版） 1986年のラオス（英語版） 1987年のラオス（英語版） 1988年のラオス（英語版） 1989年のラオス（英語版）
- 1990年代
  - 1990年のラオス（英語版） 1991年のラオス（英語版） 1992年のラオス（英語版） 1993年のラオス（英語版） 1994年のラオス（英語版）
  - 1995年のラオス（英語版） 1996年のラオス（英語版） 1997年のラオス（英語版） 1998年のラオス（英語版） 1999年のラオス（英語版）
- 2000年代
  - 2000年のラオス（英語版）

### 21世紀
- 2000年代
  - 2001年のラオス（英語版） 2002年のラオス（英語版） 2003年のラオス（英語版） 2004年のラオス（英語版）
  - 2005年のラオス（英語版） 2006年のラオス（英語版） 2007年のラオス（英語版） 2008年のラオス（英語版） 2009年のラオス（英語版）
- 2010年代
  - 2010年のラオス（英語版） 2011年のラオス（英語版） 2012年のラオス（英語版） 2013年のラオス（英語版） 2014年のラオス（英語版）
  - 2015年のラオス（英語版） 2016年のラオス（英語版） 2017年のラオス（英語版） 2018年のラオス（英語版） 2019年のラオス（英語版）
- 2020年代
  - 2020年のラオス（英語版）